# Willie Tonga

a Compétitions nationales et continentales officielles uniquement.

b Matchs officiels uniquement.
Willie Tonga, né le 8 août 1983 à Canberra, est un joueur de rugby à XIII australien évoluant au poste de centre dans les années 2000 et 2010.
Formé au rugby à XIII et rugby à XV (où il s'est ennuyé, préférant de loin le rugby à 13) durant son enfance, il se tourne vers le premier. Il fait ses débuts professionnels avec les Parramatta Eels lors de la saison 2002 en National Rugby League où il n'est pas titulaire. Il décide en 2004 de rejoindre les Canterbury-Bankstown Bulldogs où il explose, le club remporte la National Rugby League, et Tonga dispute le State of Origin et connaît ses premières sélections en équipe d'Australie. Après cinq saisons aux Bulldogs, il prend la direction des North Queensland Cowboys, toujours titulaire.

## Palmarès
- Collectif :
  - Vainqueur du Tri-Nations : 2004 (Australie).
  - Vainqueur de la National Rugby League : 2004 (Canterbury-Bankstown Bulldogs).
  - Vainqueur du State of Origin : 2009 et 2010 (Queensland).
  - Finaliste du tournoi des Quatre Nations : 2010 (Australie).

- Individuel :
  - Meilleur marqueur d'essais des Canterbury-Bankstown Bulldogs : 2004.
  - Meilleur marqueur d'essais des North Queensland Cowboys : 2009 et 2010.